# Gerald Zeiner
Gerald Zeiner (* 28. Juni 1988 in Krems) ist ein österreichischer Handballspieler.

## Karriere

### Als Spieler
Der gebürtige Kremser konnte bereits im Alter von 17 Jahren in der Saison 2005/06 mit dem UHK Krems im EHF Challenge Cup internationale Erfahrung sammeln, bei dem die Mannschaft im Achtelfinale gegen RK Zagreb ausschied. Ein Jahr später nahm er mit den Kremsern sogar am EHF-Cup teil, wo man jedoch nicht über die zweite Runde hinauskam. 2008 nahm er erneut am Challenge Cup teil und erreichte diesmal sogar das Viertelfinale. Mit der Saison 2009/10 wechselte der 1,90 Meter große Aufbauspieler für eine Saison zum UHC Tulln, von wo aus er weiter zu Union Leoben wechselte.
Seit der Saison 2013/14 läuft Zeiner nun für Alpla HC Hard auf, mit welchem er auch in der ersten Saison die Meisterschaft sowie den ÖHB-Cup gewinnen konnte. Außerdem nahm er mit Hard an der Qualifikationsrunde zur EHF Champions League und zum EHF-Cup teil. 2015 und 2017 wurde sein Vertrag in Vorarlberg jeweils um zwei weitere Jahre verlängert.
2020 unterschrieb Zeiner einen Vertrag bei Handball Tirol und läuft damit ab der Saison 2020/21 für die Tiroler auf. Nach der Spielzeit 2021/2022 will er seine Karriere beenden.
Bei der Handball-Europameisterschaft 2020 erzielte Zeiner mit dem österreichischen Nationalteam mit einem 8. Schlussrang dessen bisher beste Platzierung bei einer Europameisterschaft.

### Als Spielertrainer
Im Jänner 2022 übernahm Zeiner das Traineramt bei Handball Tirol von Frank Bergemann.

## HLA-Bilanz
| Saison    | Verein        | Spielklasse | Tore | 7-Meter        | Feldtore |
| --------- | ------------- | ----------- | ---- | -------------- | -------- |
| 2008/09   | UHK Krems     | HLA         | 4    | 0/0            | 4        |
| 2009/10   | UHC Tulln     | HLA         | 147  | 46/65          | 101      |
| 2010/11   | Union Leoben  | HLA         | 107  | 23/32          | 84       |
| 2011/12   | Union Leoben  | HLA         | 104  | 21/30          | 83       |
| 2012/13   | Union Leoben  | HLA         | 68   | 10/15          | 58       |
| 2013/14   | Alpla HC Hard | HLA         | 91   | 41/54          | 50       |
| 2014/15   | Alpla HC Hard | HLA         | 134  | 59/80          | 75       |
| 2015/16   | Alpla HC Hard | HLA         | 132  | 50/65          | 82       |
| 2016/17   | Alpla HC Hard | HLA         | 156  | 56/71          | 100      |
| 2017/18   | Alpla HC Hard | HLA         | 133  | 35/51          | 98       |
| 2008–2018 | gesamt        | HLA         | 1076 | 341/463 (74 %) | 735      |

## Erfolge
- 3× Österreichischer Meister: 2013/14, 2014/15, 2016/17
- 2× Österreichischer Pokalsieger: 2013/14, 2017/18
- 3× Österreichischer Supercupsieger: 2017, 2018, 2019